# 阿部行夫
阿部 行夫（あべ ゆきお、1949年 - 2024年)は、東京都出身の日本のアニメーション美術監督、絵本作家。

## 評価
平田敏夫はサンリオのアニメーション部門がかなりの人材を輩出していることについて「彼がみんなのお師匠さんだった。彼が美術監督で、それ以外は背景で。彼等が外へ出たら花開いた。それは、みんなを育てた阿部行夫が偉かったんだと思う。」とコメントしている。

## 参加作品
- ちいさなジャンボ (1977年、美術)
- チリンの鈴 (1978年、美術)
- ルパン三世 ルパンVS複製人間 (1978年、美術)
- シリウスの伝説 (1981年、美術)
- あした天気になあれ (1984年、美術設定)
- 綿の国星(1984年、美術設定、吉原一輔と共同)
- カムイの剣 (1985年、背景)
- ラブ・ポジション ハレー伝説 (1985年、美術設定)
- スーパーマリオブラザーズ ピーチ姫救出大作戦! (1986年、美術監督)
- 那由他 (1986年、美術監督)
- 華星夜曲 (1989年、美術監督)2・3話
- キキとララの青い鳥 (1989年、美術監督)
- 修羅之介斬魔劍 -死鎌紋の男- (1990年、美術監督)
- 好色一代男 井原西鶴 (1991年、監督・美術監督)
- キキとララの白鳥座のお姫さま (1993年、美術設定)
- 都会のブッチー (1995年、美術監督)
- バケツでごはん (1996年、美術監督)
- ジャングル大帝 劇場版 (1997年、美術監督)
- NieA_7 (2000年、美術監修)
- ドッとKONIちゃん (2000年、キャラクター原案・美術1-13話)
- グレネーダー 〜ほほえみの閃士〜 2004年、美術監督)
- あらしのよるに (2005年、美術監督)
- ねずみ物語 ジョージとジェラルドの冒険 (2007年、美術監督)
- グスコーブドリの伝記 (2012年、美術監督)
- 俺の脳内選択肢が、学園ラブコメを全力で邪魔している (2013年、美術監督)
- ミルキーパニック twelve (2018年、美術設定)
- マイホームヒーロー (2023年、美術デザイン)

## 著書
- 『シリウスの伝説』サンリオ(作:辻信太郎、絵:阿部行夫 1981年に出版。1990年に新装版、2009年にサンリオ創立50周年記念 特別装幀版が発売。)
- 『ブリと虹のほのお(猫の森のブリ)』文渓堂 (2005年)
- 『カバサンチとアドバルーン』文渓堂 (2009年)
- 『東京さんぽ絵本』文渓堂 (2020年)

## 受賞
- ヒューストン国際映画祭監督賞 (1990年)